# 中村博保
中村 博保（なかむら ひろやす、1932年 - 1997年11月5日）は、日本の日本文学研究者。専門は日本近世文学、特に上田秋成。静岡大学名誉教授。
東京都墨田区生まれ。1944年麻布中学校・高等学校に入学。地方転出のため休学し、1952年新潟県立長岡高等学校卒業。1956年早稲田大学第二文学部卒業、1961年同大学大学院文学研究科修士課程修了。
1959年芝中学校・高等学校教諭（- 1966年）。教え子に北方謙三がいた。北方は「私の持っている素養の大部分は、先生から受けたものだと言っても、過言ではないだろう」と述懐している。1966年暁星高校教諭（- 1972年）。1972年、静岡大学教育学部助教授、1976年同教授。1995年同大学を定年退職、同大学名誉教授、富士フェニックス短期大学教授。1997年、同大学副学長に就任するも、同年11月5日死去。正四位勲三等瑞宝章を追贈された。
鵜月洋に師事し、急逝した鵜月の遺稿を『雨月物語評釈』としてまとめあげた。本書は鵜月の名前で刊行されているが、実質的には中村の代表作として認知されている。

## 著書
単著
- 『上田秋成の研究』ぺりかん社、1999年4月

編著
- 『昭和文学60場面集 小説空間を読む ４ 情念篇』中教出版、1990年9月

校注
- 『英草紙』（日本古典文学全集 48）小学館、1978年2月
- 『日本の古典 完訳 57 雨月物語 春雨物語』小学館、1983年9月
- 『英草紙』（新編日本古典文学全集 78）小学館、1995年10月
- 『近世歌文集 下』（新日本古典文学大系 68）岩波書店、1997年8月